# 阿尔泰隼
阿尔泰隼（学名：Falco altaicus）为隼科隼属的鸟类。在中国大陆，分布于新疆、青海湖等地，多生活于海拔较高的山脉上森林生长的最高限以及开阔的高原。该物种的模式产地在俄罗斯阿尔泰地区。种加名 altaicus 意为“阿尔泰的”。

## 保护
- 中国国家重点保护动物等级：二级